# Typographia Vaticana
Typographia Vaticana, Typographia Polyglotta Vaticana, Drukarnia Watykańska – drukarnia Watykanu drukująca teksty papieskie w wielu językach. 
W 1587 papież Sykstus V założył Watykański Zakład Typograficzny. Na jego tradycjach w 1908 powstała oficjalnie Drukarnia Watykańska z inicjatywy papieża Piusa X. Od 1937 drukarnią kierują salezjanie. W 2018 włączona w skład Dykasterii ds. Komunikacji.